# Чарлс Райкрофт
Чарл Фредерик Райкрофт (на английски: Charles Frederick Rycroft) е английски психоаналитик и психиатър.

## Биография
Роден е на 9 септември 1914 година в Бейсингстоук, Великобритания, но израства в Хемпшир. Баща му Ричард е баронет (най-нисшата наследствена титла). Учи в колежите Уелингтън, Тринити и Кеймбридж, като завършва през 1936 г.
Докато е в Кеймбридж, Райкрофт се изявява като комунист и там Карин Стивън го подтиква да започне психоаналитично обучение. Година по-късно (1937) той започва медицинско и психоаналитично обучение. Започва обучителната си анализа с Ела Шарп, но след като тя умира, я продължава със Силвия Пейн. Докато се обучава, измисля шега за „остротата“ и „болките“ в аналитичното обучение (на английски език фамилията на Ела Шарп се пише Sharpe, което се произнася като Sharp – „остър“ и тази на Силвия Пейн – Payne се чете като думата болка – pain). Завършва през 1945 г.
През 1949 г. става асоцииран член на Британското психоаналитично общество, а три години по-късно и пълен член. От 1954 започва да обучава аналитици на свой ред. В периода 1952 – 1954 е библиотекар заедно с Масуд Хан, а после и научен секретар (1956 – 1959). При него се анализират известни фигури като Роналд Лейнг, Питър Ломас и Алан Тусон.
Райкрофт практикува като психоаналитик от 1947 г., но започва да се разочарова от съперничеството между поддръжниците на Мелани Клайн и тези на Ана Фройд(виж Спорни дискусии). Той е повлиян от Роналд Фейърбърн и Доналд Уиникът в развиването на своите собствени възгледи.
През 1968 г. напуска Британското психоаналитично общество, чувствайки че „реалната сила в обществото принадлежи на хора, чийто ценности не одобрява...техния начин на правене на бизнес и занимаване със спорове ми е изцяло чужд“.
Умира на 24 май 1998 година в Лондон на 83-годишна възраст.